# Комосойоль
Комосойо́ль або Комосоє́ль (рос. Комосоёль, Комосоель) — річка в Республіці Комі, Росія, права притока річки Ілич, правої притоки річки Печора. Протікає територією Троїцько-Печорського району.
Річка протікає на захід, південь, південний захід та захід. У нижній течії на лівому березі простяглось болото Ічет-Йольнюр (Ічет-Єльнюр).